# Charlotte Perriand
Charlotte Perriand, född 24 oktober 1903 i Paris i Frankrike, död 27 oktober 1999 i Paris, var en fransk arkitekt och formgivare.
Charlotte Perriands far var skräddare och hennes mor sömmerska. Hon utbildade sig i möbelformgivning 1920–1925 på École de L'Union Centrale des Arts Décoratifs, bland annat för Henri Rapin. 
Charlotte Perriand är bland annat känd som medarbetare till Le Corbusier. Till hennes mera kända arbeten hör inredningar i flera franska skidorter, där hon har utvecklat ett modernistiskt formspråk med influenser från traditionell formgivning. Hon är representerad på bland annat Röhsska museet, Museum of Modern Art, Bibliothèque nationale de France och Victoria and Albert Museum.
Charlotte Perriand flydde efter den tyska ockupationen av norra Frankrike 1940 till Japan. Efter återkomsten medverkade hon bland annat med ritningar till hotell och bostadshus i skidorten Les Arcs i Frankrike 1967 fram till början av 1980-talet.
Hon var 1926–1930 gift i första äktenskapet med Percy Kilner Scholefield och i andra äktenskapet med Jacques Martin. Med Martin hade hon Pernette (född 1944), som arbetade tillsammans med modern under 25 år.

## Bildgalleri

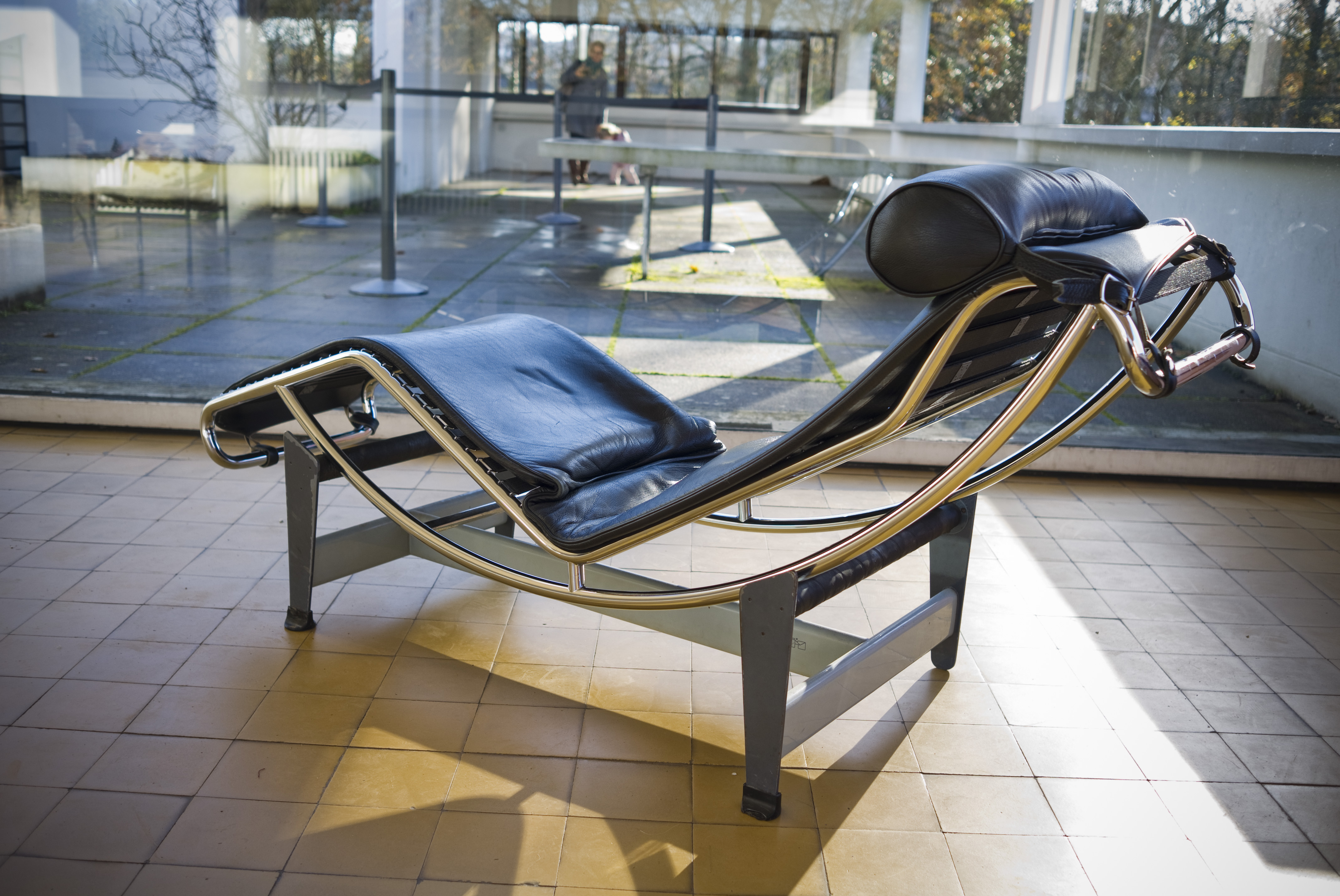
Liggfåtölj LC4 (chaise longue) i Villa Savoye i Paris (tillsammans med Le Corbusier), lanserad 1928
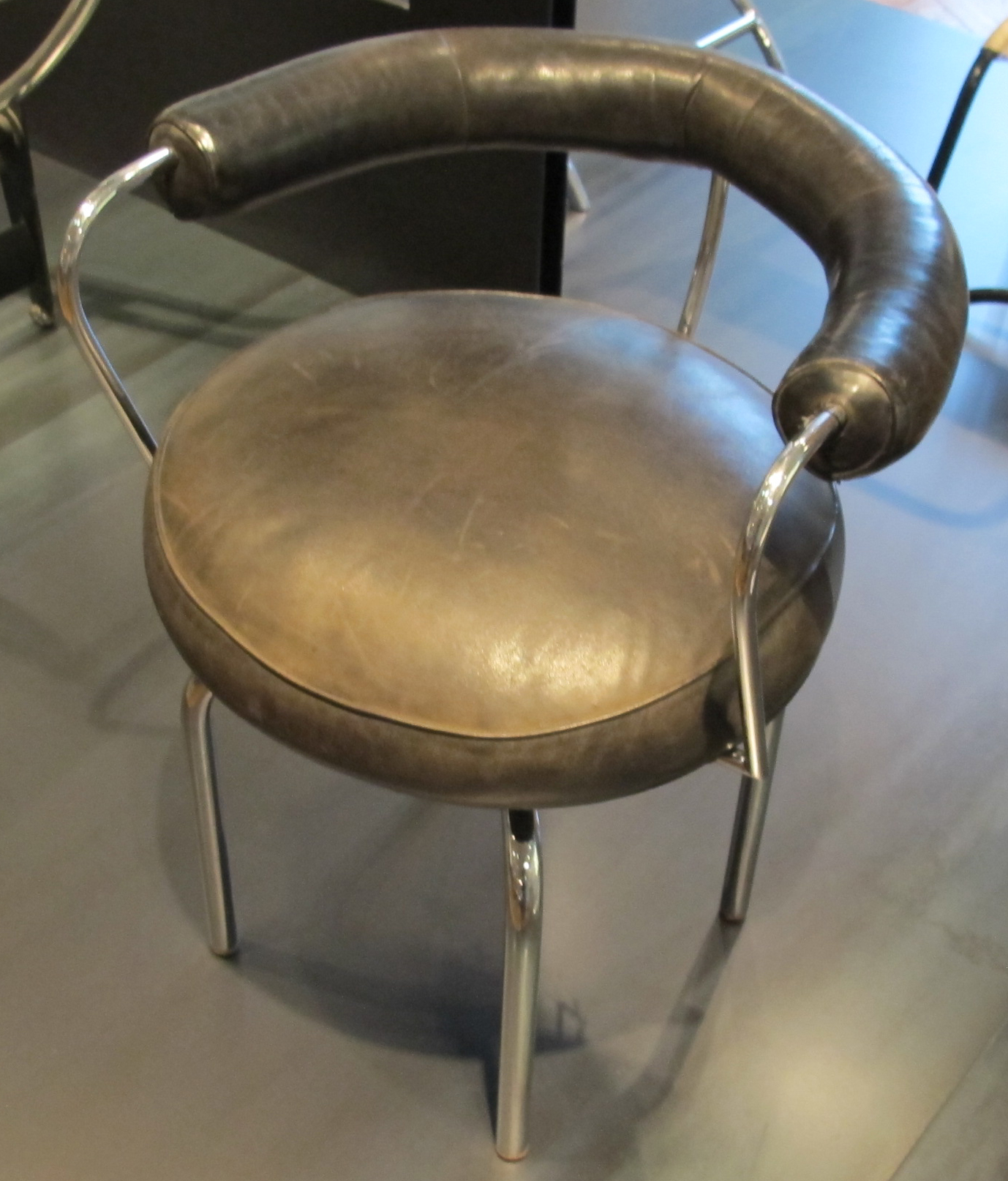
Siège pivotant LC7, från 1927, tillverkad av Cassina från 1978
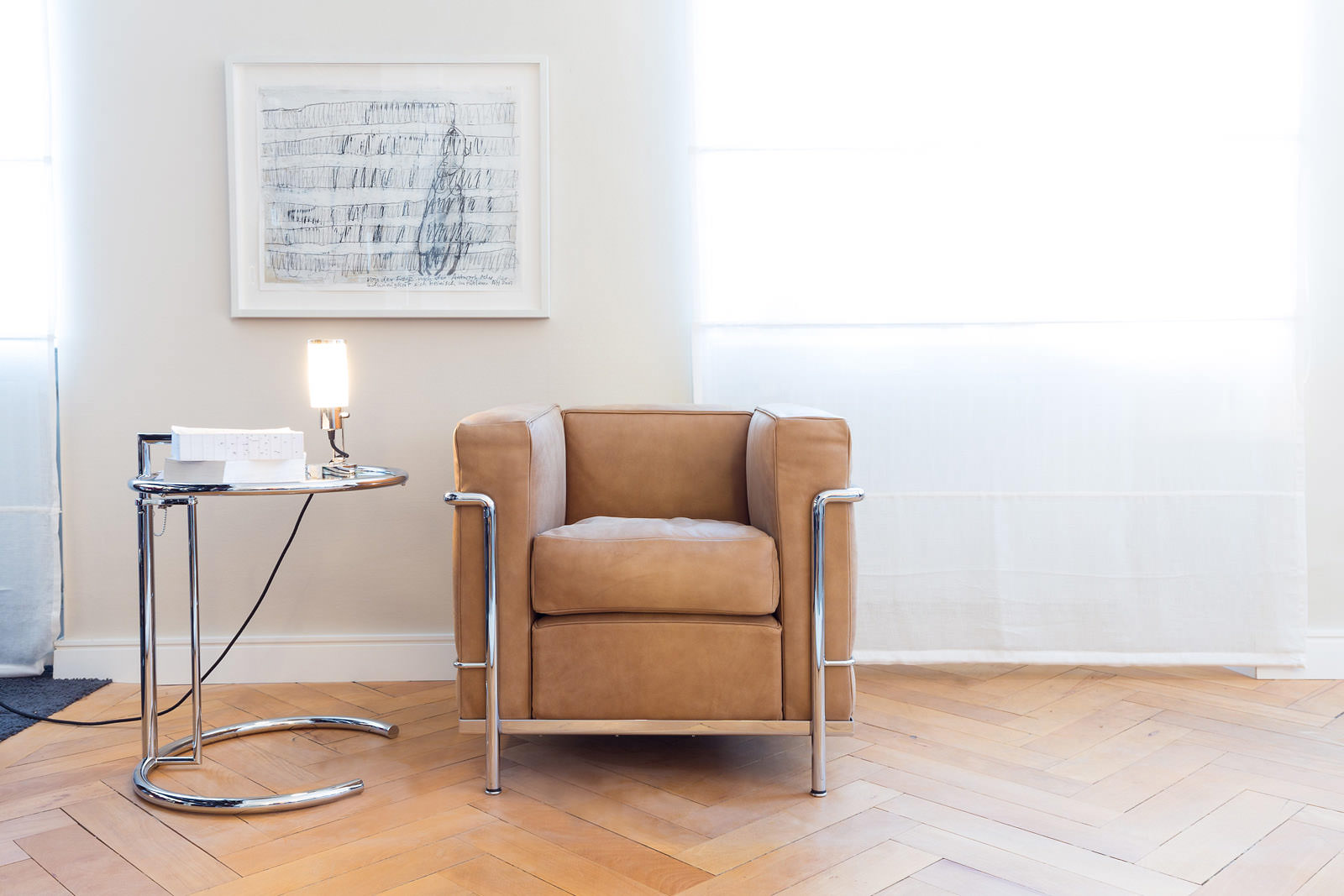
Fåtölj LC2, ritad av  Le Corbusier, Pierre Jeanneret och Charlotte Perriand 1928, tillverkad av Cassini sedan 1965
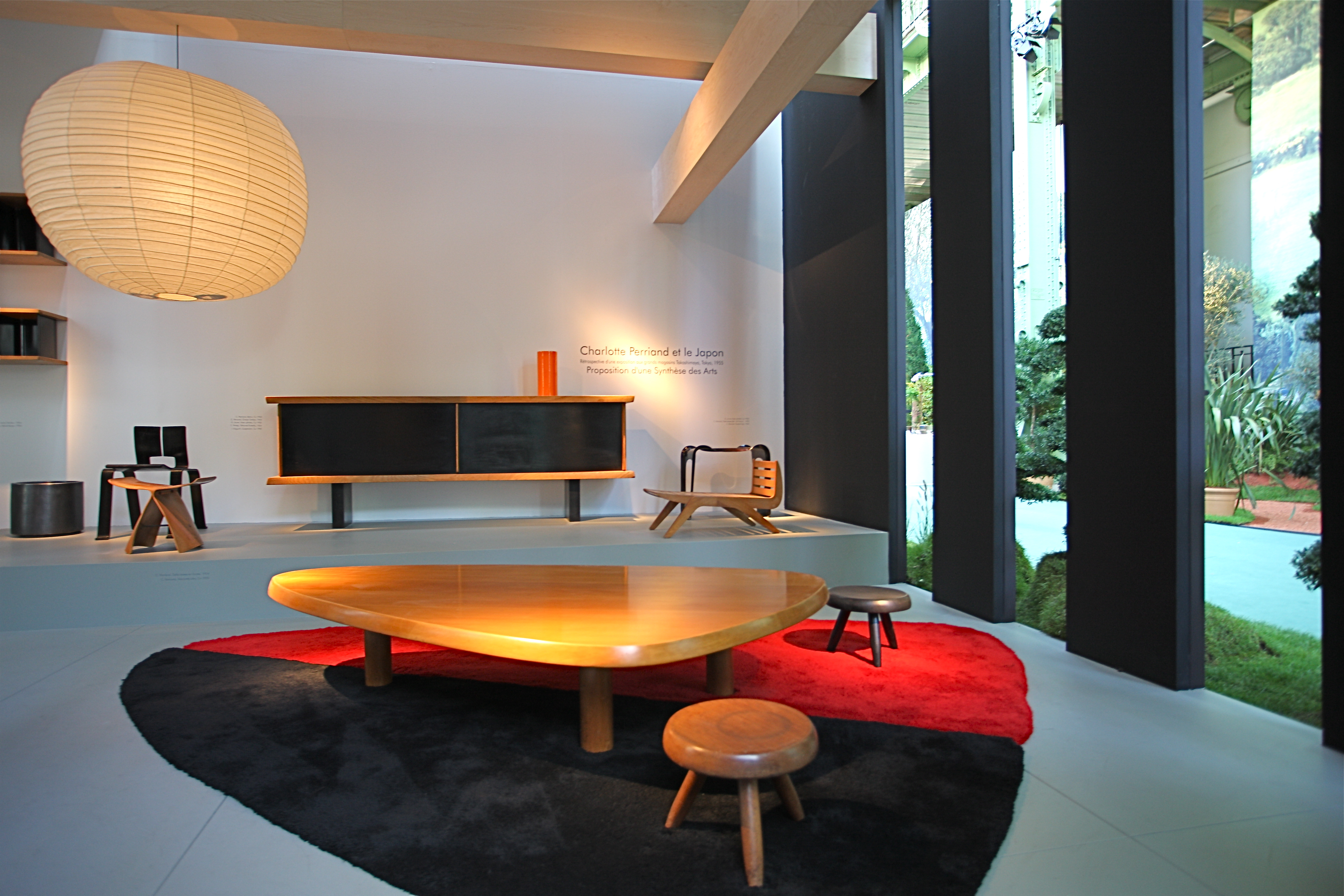
Utställningen "Charlotte Perriand et le Japon i Grand Palais, 2008
Bänken "Tokyo", ritad 1955 för Palais de Tokyo i Paris
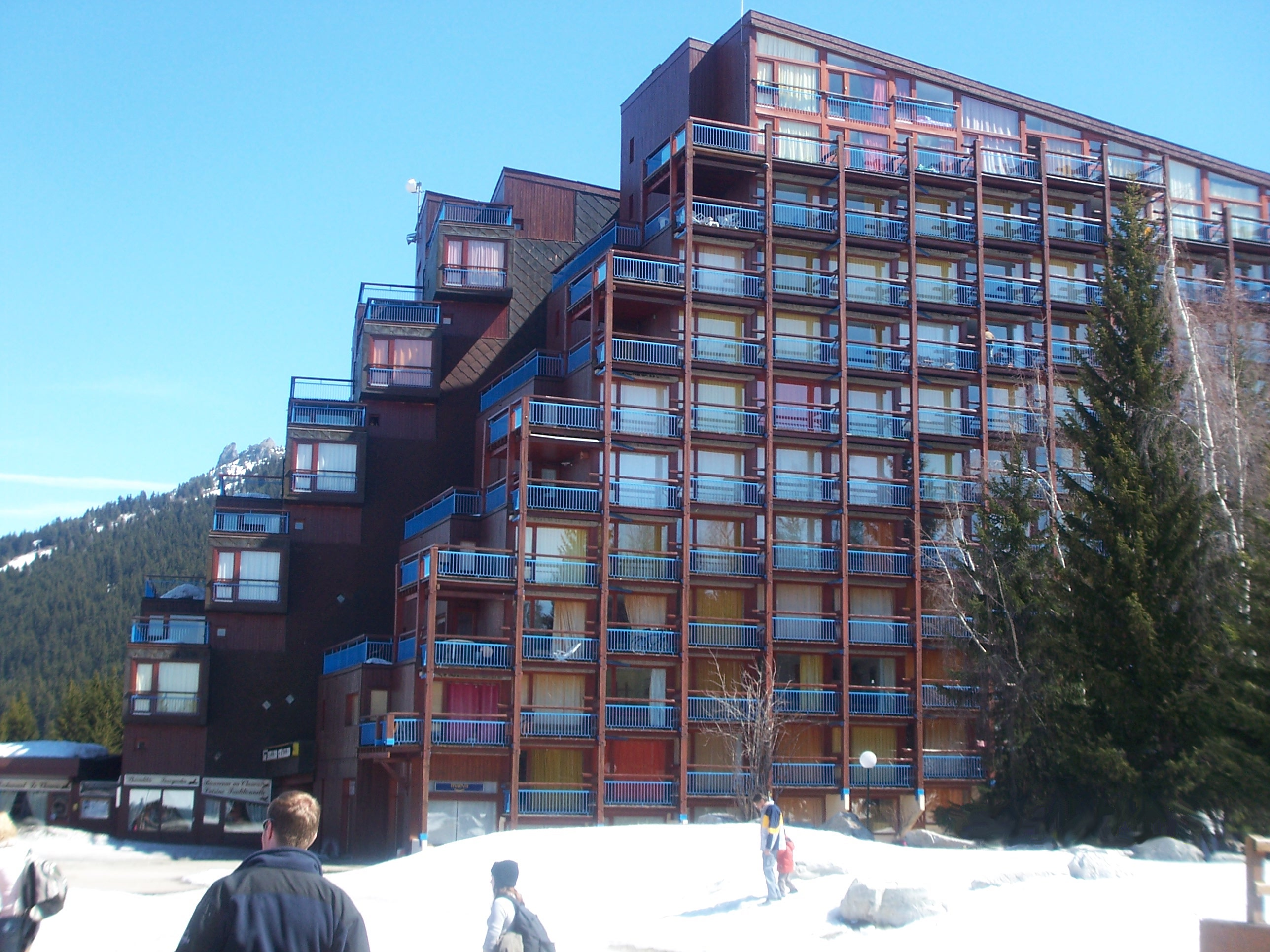
Lägenhetshus i Les Arcs 1800